# География на Норвегия
Кралство Норвегия е държава, разположена в Северна Европа, заемаща западната и северна част от Скандинавския полуостров. Площта ѝ е 385 186 km² (от които 19 520 km² води). Общата дължината на границите ѝ е 2542 km, от които с Швеция (1619 km) на изток, с Финландия (727 km) и с Русия (196 km) на североизток. Бреговете ѝ се мият от водите на Северно море на юг, Норвежко море на запад и северозапад и Баренцево море на североизток.  През 2012 г. страната заема 68-о място в света по площ.  40% от територията на страната се намира северно от Северния полярен кръг. В пределите на страната се включват и арктичните територии на архипелага Свалбард, островите Ян Майен и Мечи остров, както и много на брой малки острови. Освен това остров Буве в южната част на Атлантическия океан и претенции за над 2 млн. кв.km. от Антарктида – Земя кралица Мод  и остров Петър I в южната част на Тихия океан.

## Географско положение, граници, големина, брегова линия
Норвегия е държава в Северна Европа, на Скандинавския полуостров. Тя е предимно планинска страна, като почти 2/3 от нейната територия лежи на височина над 500 m н.в. Низините заемат тясна (40 – 50 km) приморски ивица (т.нар. странфлат) и малки участъци в южните и източните райони. Цялото крайбрежие на Норвегия е изрязано от фиорди, голяма част от които са със стръмни, високи и скалисти брегове – Согнефиорд, Хардангерфиорд и др. Плоски брегове има на места по крайбрежието на Тронхаймсфиорд и Ослофиорд. В близост до бреговете на страната са разположени голямо количество крупни острови Лофотенски, Вестеролен, Сеня, Магерьоя, Сьорьо и многочислени малки острови и шхери.
Територията на Норвегия, се простира между 58°00′ и 71°08′ с.ш. (архипелага Свалбард до 80°45′ с.ш.) и между 4°51′ и 31°04′ и.д. (остров Ян Майен до 9°05′ з.д.) Крайните точки на страната са следните:
- крайна северна точка – континентална (71°08′00″ с. ш. 27°39′29″ и. д. / 71.133333° с. ш. 27.658056° и. д.), нос Норкюн на Баренцево море; островна (80°45′29″ с. ш. 20°25′22″ и. д. / 80.758056° с. ш. 20.422778° и. д.), малък остров в архипелага Свалбард.
- крайна южна точка – континентална (57°58′48″ с. ш. 7°03′19″ и. д. / 57.98° с. ш. 7.055278° и. д.), нос Линеснес, на брега на протока Скагерак; островна (57°57′31″ с. ш. 7°33′53″ и. д. / 57.958611° с. ш. 7.564722° и. д.), остров Писен в протока Скагерак
- крайна западна точка – континентална (60°47′35″ с. ш. 4°50′55″ и. д. / 60.793056° с. ш. 4.848611° и. д.), на брега на Северно море; островна (70°51′50″ с. ш. 9°04′37″ з. д. / 70.863889° с. ш. 9.076944° з. д.), западен бряг на остров Ян Майен.
- крайна източна точка – континентална (70°17′21″ с. ш. 31°03′51″ и. д. / 70.289167° с. ш. 31.064167° и. д.), на брега на Баренцево море; островна (70°23′13″ с. ш. 31°10′06″ и. д. / 70.386944° с. ш. 31.168333° и. д.), източен бряг на остров Вардьо в Баренцево море.[3]

## Релеф
Голяма част от територията на Норвегия е заета от Скандинавските планини, представляващи обширна планинска земя, по-висока и широка на юг (връх Галхьопинген 2469 m, най-високата точка на страната) и тясна, силно раздробена на север. В южните части на Скандинавските планини господстват литоложките еднотипни плата – пенеплени, т.нар. Фелди: Ютунхаймен, Доврефел, Юстедалсбре, Телемарк и др., на места увенчани с гребени и групи заострени върхове – нунатаки. Повсеместно се срещат ниски хълмове от типа на „овчи чела“ и обграждащите ги понижения, частично заети от блата и езера. На север е разположено ниското (300 – 500 m) хълмисто плато Финмаркен с отделни върхове до 1139 m (връх Чуокараса). Рязък контраст с фелдите представляват стръмните и долбоко разчленени склонове (особено западните) на Скандинавските планини, във формирането на които голяма роля е изиграл тектонския натиск. Източните склонове са разчленени от долините на големи реки (долините Естердал, Гудбрансдал, Нумедал и др.

## Геоложки строеж, полезни изкопаеми
Територията на Норвегия се състои от два тектонски региона. Югоизточната част на страната принадлежи към Балтийския щит и е изградена от архайски и долнопротерозойски формации, а голям участък от северозападната част се отнася към каледонската нагъната област, образувана от горнопротерозойски формации, камбрийски, ордовишки и силурски вулканогенни и седиментни пластове. За тази област са характерни обилните магматични образувания, сложната нагънатост и дебелата тектонска покривка, всички те наклонени към Балтийския щит. На Лофотенските острови има юрски и кредни морски пясъчно-глинести наслаги с каменовъглени слоеве. Скандинавските нагънати планини са се образували през девона. След това са били заравнени, но през неогена и антропогена отново са започнали бавно да се издигат, като издиганията са се съпровождали с разломи в земната кора. През антропогена територията на Норвегия повсеместно е била покрита с ледници. По-важните полезни изкопаеми в Норвегия са желязни (магнетити и титаномагнетити), никелови, медни, молибденови, кобалтови и сребърни руди. В шелфа на Северно море се разработват големи находища на нефт и газ.

## Климат
Климатът е умерен океански по брега, под влиянието на северноатлантическото течение, по-студен във вътрешността на страната с повече валежи и по-студени лета.  В крайния север климатът е субарктичен. Средните януарски температури са от 2 °С в южните райони до -2, -4 °С на север; средни юлски – съответно от 15 до 10 °С. През лятото чести явления са обилните валежи и силните ветрове. Годишната сума на валежите е 1000 – 2000 mm с максимум през есента и зимата. В междупланинските котловини по източните склонове на Скандинавските планини се засилва континенталността на климата (средна януарска течпература -9 °С, средна юлска 17 °С). Във фелдите климатът е суров (средна януарска температура -10 °С, -12 °С, средна юлска 6 – 10 °С). По западните склонове на планините годишната сума на валежите достига 2000 – 3000 mm, а в източните райони и във Финмаркен – 300 – 800 mm. По високите плата са запазени покривни ледници (Юстедалсбре, Фолгефони и др.) с обща площ около 5 хил. km² (най-големия ледников район в континентална Европа).
|           | Осло | Берген | Тронхайм | Будьо | Тромсьо | Вадьо |
| --------- | ---- | ------ | -------- | ----- | ------- | ----- |
| годишно   | 5,7  | 7,7    | 4,7      | 4,5   | 2,5     | 1,3   |
| януари    | -4,3 | 1,5    | -3,3     | -2,2  | -4,4    | -5,1  |
| февруари  | -4,0 | 1,6    | -2,7     | -2,0  | -4,2    | -5,4  |
| март      | -0,2 | 3,3    | -0,1     | -0,6  | -2,7    | -3,6  |
| април     | 4,5  | 5,9    | 3,0      | 2,5   | 0,3     | -1,1  |
| май       | 10,8 | 10,5   | 8,7      | 7,2   | 4,8     | 2,5   |
| юни       | 15,2 | 13,5   | 12,0     | 10,4  | 9,1     | 6,2   |
| юли       | 16,4 | 14,5   | 13,2     | 12,5  | 11,8    | 9,2   |
| август    | 15,2 | 14,4   | 12,7     | 12,3  | 10,8    | 9,1   |
| септември | 10,8 | 11,5   | 9,0      | 9,0   | 6,7     | 6,6   |
| октомври  | 6,3  | 8,7    | 5,6      | 5,3   | 2,7     | 2,4   |
| ноември   | 0,7  | 4,7    | 0,3      | 1,2   | -1,1    | -1,3  |
| декември  | -3,1 | 2,6    | -2,0     | -1,2  | -3,3    | -3,7  |

|           | Осло | Берген | Тронхайм | Будьо | Тромсьо | Вадьо |
| --------- | ---- | ------ | -------- | ----- | ------- | ----- |
| годишно   | 763  | 2250   | 925      | 1020  | 1031    | 563   |
| януари    | 49   | 190    | 78       | 86    | 95      | 55    |
| февруари  | 36   | 152    | 61       | 64    | 87      | 41    |
| март      | 47   | 170    | 61       | 68    | 72      | 34    |
| април     | 41   | 114    | 51       | 52    | 64      | 33    |
| май       | 53   | 106    | 49       | 46    | 48      | 30    |
| юни       | 65   | 132    | 67       | 54    | 59      | 42    |
| юли       | 81   | 148    | 85       | 92    | 77      | 49    |
| август    | 89   | 190    | 80       | 88    | 82      | 55    |
| септември | 90   | 283    | 114      | 123   | 102     | 54    |
| октомври  | 84   | 271    | 106      | 147   | 131     | 58    |
| ноември   | 73   | 259    | 81       | 100   | 108     | 59    |
| декември  | 55   | 235    | 92       | 100   | 106     | 53    |

## Води

### Реки
Речната мрежа на страната е гъста. Повечето реки са планиниски, с дълбоки и тесни долини, многочислени прагове и високи (до 600 m) водопади. Пълноводни са почти целогодишно. Подхранването им е снежно-дъждовно, на места – ледниково, с пълноводие през пролетта и началото на лятото. Те притежават големи хидроенергийни запаси, по които Норвегия се нарежда на 1-во място в Европа. Най-големите реки са: Глома 619 km, Логен 359 km, Танаелва 348* km, Отра 247 km, Алтаелва 240 km, Намсен 229 km, Ниделва 222 km.

### Езера
Езерата заемат 4% от територията на страната. Като резултат от движението на ледовете Согнефиорд е най-дълбокият фиорд в света, а Хорниндасватнет е най-дълбокото езеро в Европа. Болшинството от езерата са с ледниково-тектонски произход. Най-голямото езеро в страната е Мьоса (на норвежки: Mjøsa) с площ 365 km². Други по-големи са: Рьосватнет (219 km²), Фемунден (204 km²), Рансфиорд (139 km²), Тюрифиорд (139 km²), Сносаватнет (122 km²), Туншьоен (100 km²). Най-дългият фиорд е Согнефиорд – с дължина 205 km.

## Почви, растителност, животински свят
На територията на Норвегия ясно се изразени зоната на тундрата и зоната на горите. На север е развита тундра и лесотундра, където тревистата, мъхово-лишейниковата и храстовата растителност се съчетава с брезови и смърчови редки гори (основно по речните долини). Тук преобладават маломощните тундрови почви. На юг от 70° с.ш доминират иглолистните гори върху планински подзолисти почви. В планините на север те се изкачват до 300 – 500 m, а на юг – до 1100 m. Преобладават смърчовите и боровите гори и характерните за региона брези. Нагоре са развити планински пасища и тундра. На юг до височина 300 – 400 m се срещат отделни масиви от букови и дъбови гори върху кафяви горски почви. На запад значителни пространства са заети от тревисто-храстови формации (хедър, червена и черна боровинка), редуващи се с иглолистни гори. Горите заемат 29% от площта на страната. По площ на горите страната заема 56-о място в света.  Обработваемата земя в Норвегия заема 3,3% от площта (10 068 km²), от които 8308 km² е напълно култивирана. Обработваемите гори са с площ 79 963 km² (26,2% от територията). 
Фауната на Норвегия е представена основно от горски животни – лисица, рис, росомаха, пор, хермелин, лос, северен елен, заек, белка, норвежки леминг. На юг обитават благороден елен, сърна, а по морските брегове гнездят много птици (чайки, патки, гъски, кайри, гаги) в известните птичи базари.

## Природни райони
В зависимост от релефа, геоложкия строеж, климата, водите и растителността територията на Норвегия се поделя на 5 природни района:
- Платото Финмаркен – със суров арктичен климат, планинско-тундрови и лесотундрови ландшафти.
- Планински район Хелен, островите Лофотенски и Вестеролен – с алпийски форми на релефа, планински иглолистни и широколистни гори.
- Западно крайбрежие – силно разчленено от големи фиорди, с най-ярко изразен океански климат и преобладаваща тревиста растителност.
- Район на Високите фелди – с планинско-тундрова и тундрово-тревиста растителност, вечни снегове и ледници.
- Източни склонове на Скандинавските планини – с дълбоки речни дорини и господство на иглолистните гори.[6]

## Галерия
- География на Норвегия
- Мандал, най-южният град в Норвегия
- Планински пейзаж в Норвегия
- Лизефиорд
- Изглед от фиорда Лизефиорд